# Друга чехословацька республіка
Друга чехословацька республіка, офіційна назва Чехословацька Республіка (чеськ. і словац. Československá republika) — недовготривала держава, що виникла після окупації Судетської області Третім рейхом, була конституційною республікою і федеративною державою у складі Чехії, Словаччини та Карпатської України.
30 вересня 1938 року було підписано Мюнхенську угоду, що надавало Німеччині Судетську область, населену етнічною німецькою більшістю (судетські німці). Крім цього Чехословаччина, 1 жовтня 1938 року, втратила Заолжя, окуповане Другою Річчю Посполитою, що було населене етнічними поляками. У листопаді Угорщина згідно з першим Віденським арбітражем окупувала Південну Словаччину і південь Карпатської Русі з Ужгородом та Мукачевом, населеною угорськомовною більшістю. за переписом 1910 року
Таким чином, Мюнхенська угода зруйнувала існуючу систему безпеки — Чехословаччина відмовилась від допомоги Франції та Радянського Союзу у захисті територіальної цілісності, подав у відставку президент Едвард Бенеш. Його змінив Еміл Гаха, до того часу голова Верховного адміністративного суду Чехословаччини, який мав намір впроваджувати пронімецьку політику умиротворення. Після втрати укріплень в Судетській області, країна лишилась обезброїнною проти Третього рейху, хоча вона мала значні запаси військової техніки і заводи оборонної промисловості. Спроба перепродати обладнання Польщі та балканським країнам була заблокована Третім Рейхом. Новий чеський уряд, очолюваний прем'єр-міністром Рудольфом Бераном почав копіювати модель італійського фашизму, створивши партію національної єдності (Strana národní jednoty) і ввівши цензуру. Діяльність Комуністичної партії Чехословаччини і Комінтерну були заборонені. Уряд Другої республіки до початку німецької окупації обмежив права громадян шляхом введення антисемітських расових законів та Указом від 2 березня 1939 року, було створено концтабір для циган в Лети.
14 березня 1939 року словацький парламент проголосив в Братиславі, акт про незалежність і створення Словацької Республіки. Це було зроблено за сприянням Німеччини і під загрозою німецької згоди про приєднання Словаччини до Угорщини (терен що відійшов до Словаччини згідно з Тріанонським договором (1920)). Нова словацька держава була визнана більшістю європейських країн й стала країною-сателітом Третього рейху.
15 березня 1939 року Гітлер, під час візиту в Берлін Президента Чехословацької республіки Еміла Гаха змусив останнього прийняти створення Протекторату Богемії та Моравії і окупацію країни Вермахтом. Протектором був назначений Костянтин фон Нейрат. Озброєння і військовий потенціал чеської армії було передано Третьому Рейху, а в травні 1939 року золото Чехословаччини що було на банківському депозиті в банках Великої Британії було на прохання уряду протекторату передано до Праги, і згодом передано Третьому Рейху.
Словаччина була в свою чергу, змушена підпорядковувати свою зовнішню політику Третьому Рейху і дозволила ввести підрозділи Вермахту на її терени (долина річки Ваг), а також брала участь у вересневій кампанії на боці Третього Рейху проти Польщі.